# Europamærke
Europamærker er blevet udstedt hvert år siden 1956. Første sæt repræsenterede de stiftende seks medlemmer af Europæiske Kul- og Stålfællesskab (EKSF), og derefter European Conference of Postal and Telecommunications Administrations (CEPT) i 1959 (første frimærker udgivet i 1960) og PostEurop siden 1993.
I 1956 blev i alt 13 frimærker fra seks forskellige lande udstedt med et fælles design. Det gennemgående tema "fred og velfærd" gennem landbrug og industri benyttedes i 1957. Det fælles design genopstod i 1958 og fortsatte indtil 1973. Fra 1974 afspejlede frimærkernes design et fælles tema. Idéen om et fælles design erstattedes af et fælles tema i 1984, hvilket var CEPT's 25-års jubilæum og viser en symbolsk bro, som siges at repræsentere "forbindelser, udveksling og kommunikation".
Med opdelingen af postvæsener og teleudbydere i de fleste europæiske lande, er CEPT ikke længere ansvarlig for europamærkets udvikling, men postvæsenerne under ledelse af PostEurop fortsætter europamærkets traditioner. Fra 1993 indgår "Europa" i alle europamærkers design i lille gengivelse. For det nye årtusinde i 2000 erstattedes det fælles design endnu engang af et fælles tema. Europamærkets design for 2000 viser klart en kolonne bestående af seks stjerner, der repræsenterer de oprindelige seks medlemmer af EKSF.